# Nouveau théâtre national de Tokyo
Le nouveau théâtre national de Tokyo (NTNT) (新国立劇場, Shin kokuritsu gekijō) de 1 814 places (pour la salle d'opéra) ouvre ses portes en 1997. Conçu par l'architecte Takahiko Yanagisawa, c'est le principal centre du Japon pour les arts de la scène, dont l'opéra, le ballet, le danse contemporaine et le théâtre. Il est situé dans l'arrondissement de Toshiba à Tokyo.

## Histoire
La construction du NTNT est achevée en février 1997 et ses premières représentations publiques ont lieu en octobre de cette année. Le centre est loué pour son architecture et ses installations théâtrales modernes, considérées parmi les meilleures au monde.
Outre les représentations publiques, diverses entreprises sont engagées comme des programmes de formation des jeunes artistes (pour le ballet, l'opéra et théâtre), la location de la salle pour d'autres groupes d'arts du spectacle, des expositions liées aux arts, l'utilisation publique de sa vidéothèque et d'une bibliothèque, des représentations publiques pour les enfants et les jeunes étudiants, la visite des coulisses et surtout, les échanges internationaux pour créer des événements artistiques, etc. Qui plus est, The Stage Set & Design Centre (situé dans la ville de Choshi, préfecture de Chiba), conserve et présente décors et costumes précédemment utilisés.
La gestion des arts du NTNT, y compris les activités mentionnées ci-dessus, est confiée à la « Fondation du nouveau théâtre national » (FNTN) de l'institution administrative indépendante appelée « Conseil des arts du Japon ». Le NTNT est géré par plusieurs fonds d'affectation spéciale, des subventions gouvernementales, les revenus d'admission et des dons privés provenant de nombreuses entreprises partenaires.
Le NTNT a été critiqué à plusieurs reprises pour son administration bureaucratique, très représentative de la politique japonaise habituelle. Bien que généreusement financés par le gouvernement japonais, les grands chefs d'orchestre, metteurs en scène et artistes de la scène se sont plaints que leurs idées créatives sont limitées par le style bureaucratique de gestion des arts.
En 2007, le NTNT se voit attribuer le slogan publicitaire : Opera Palace, Tokyo.
La Tokyo Opera City Tower est reliée au théâtre.

## Théâtres et installations

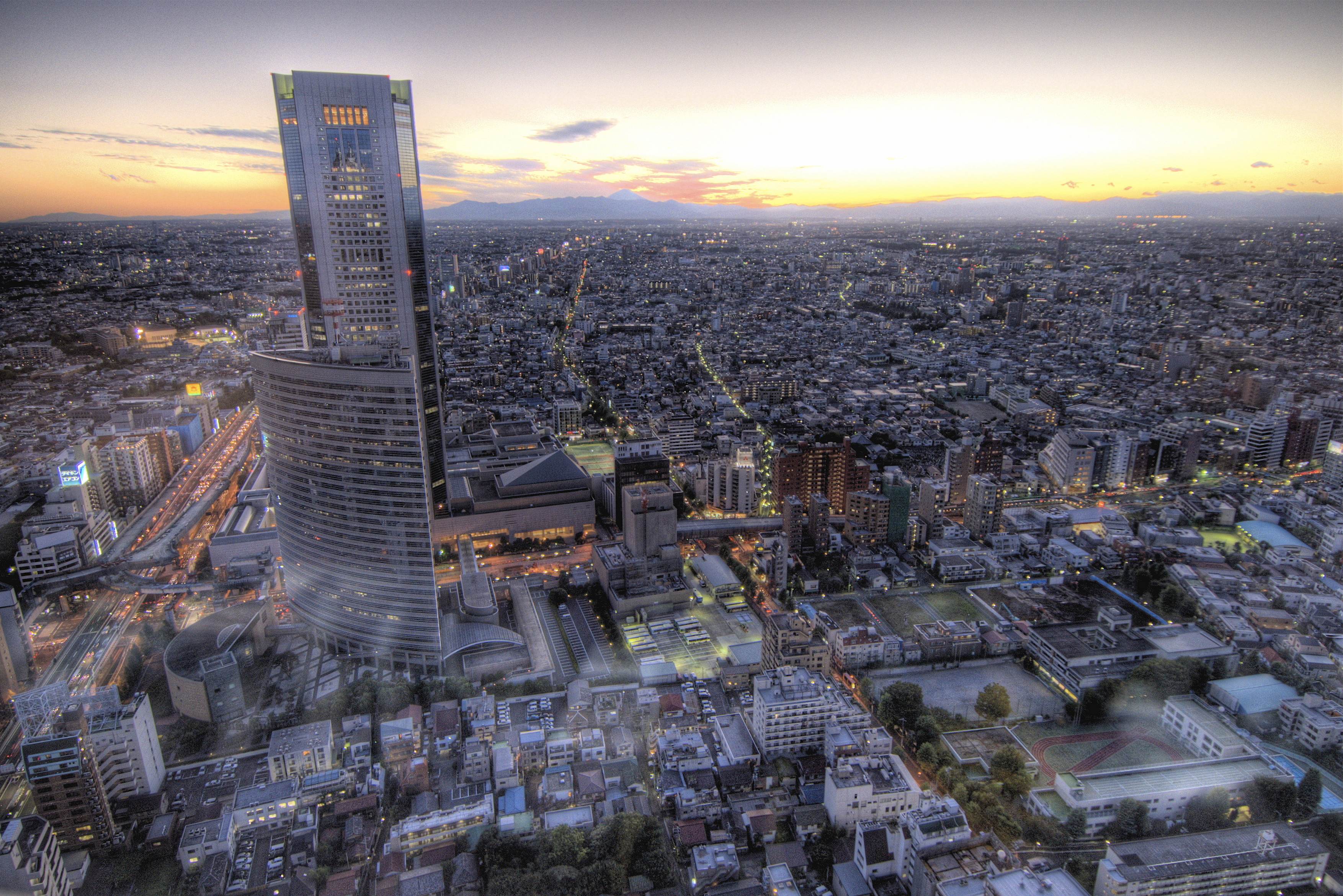
Vue sur le nouveau théâtre national de Tokyo et Tokyo Opera City Tower avec Mont Fuji et coucher de soleil.

Le bâtiment du NTNT comprend trois théâtres principaux :
- L'Opera House (1814 places)
- Le Play House (1038 places)
- Le Pit (468 places max)

Il comprend aussi un jardin de toiture.

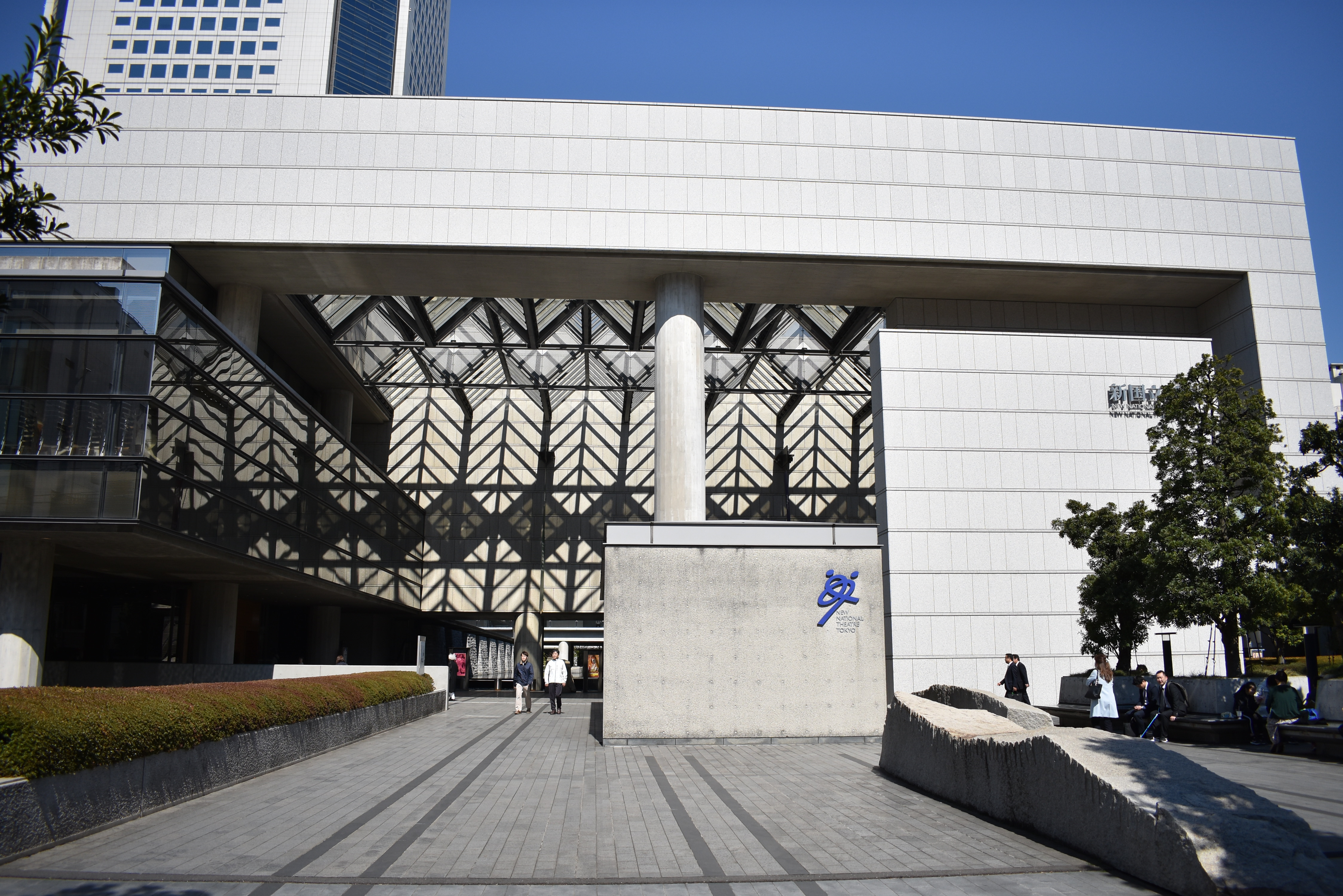
Approche（2019）
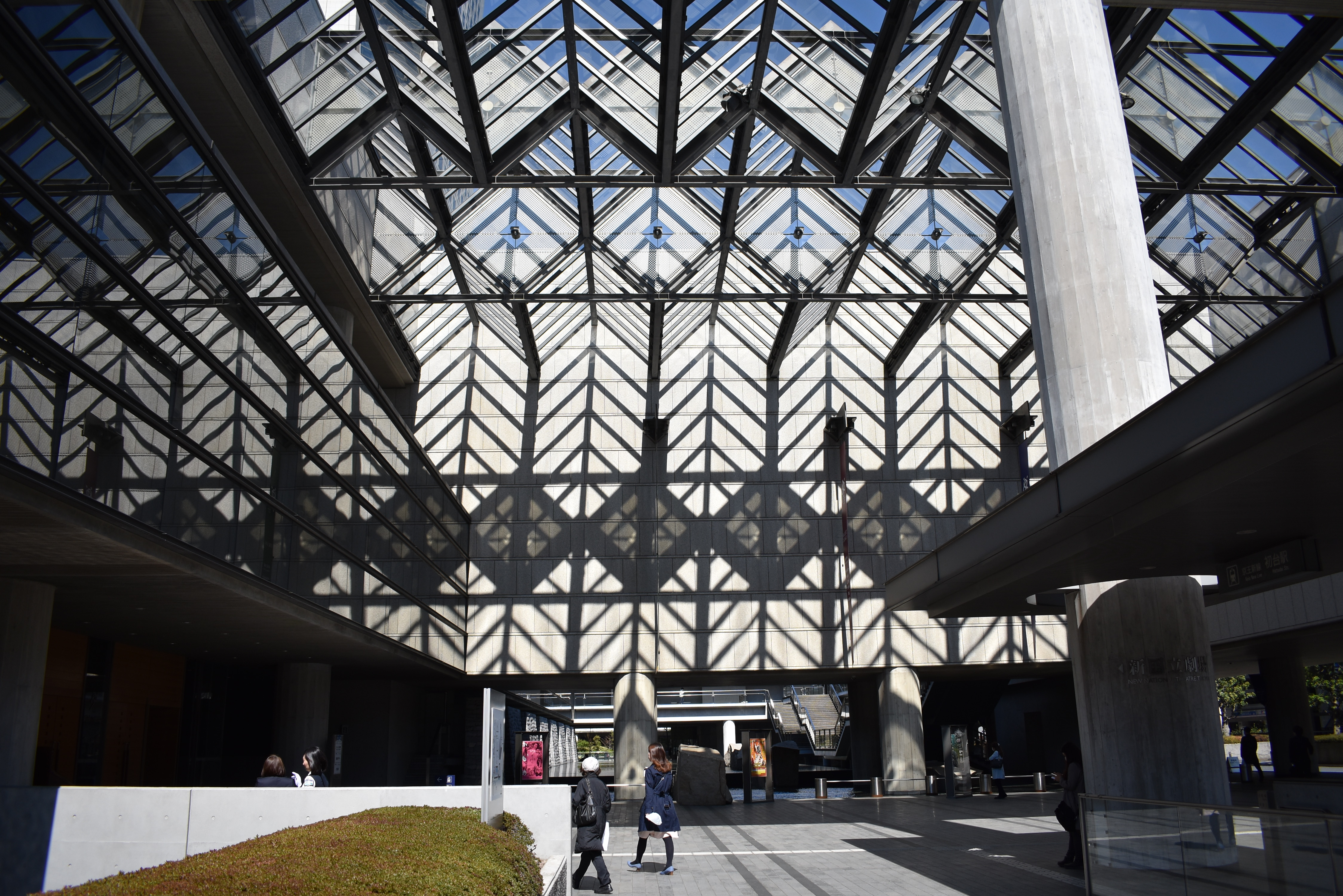
Promenade（2019）
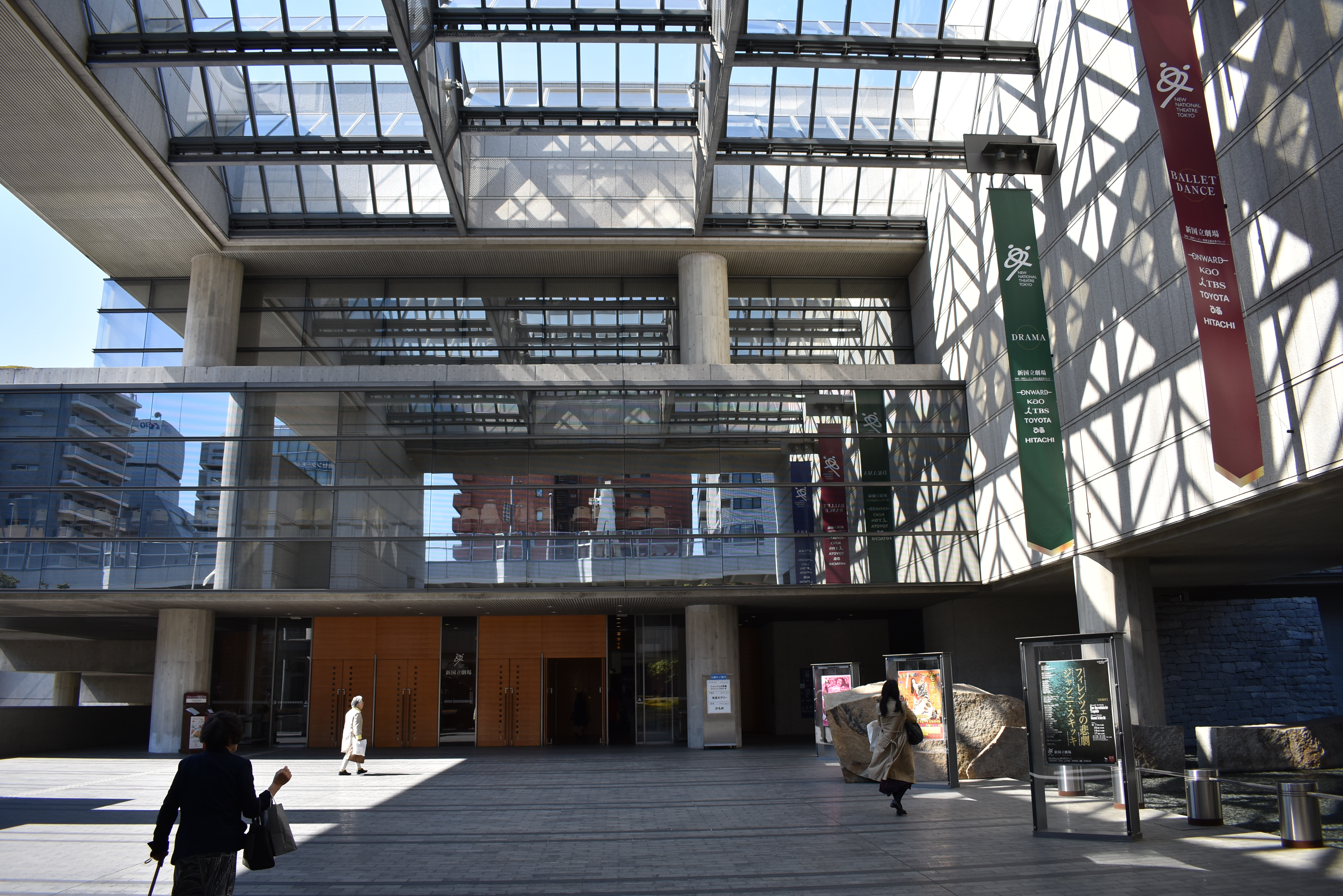
Promenade（2019）
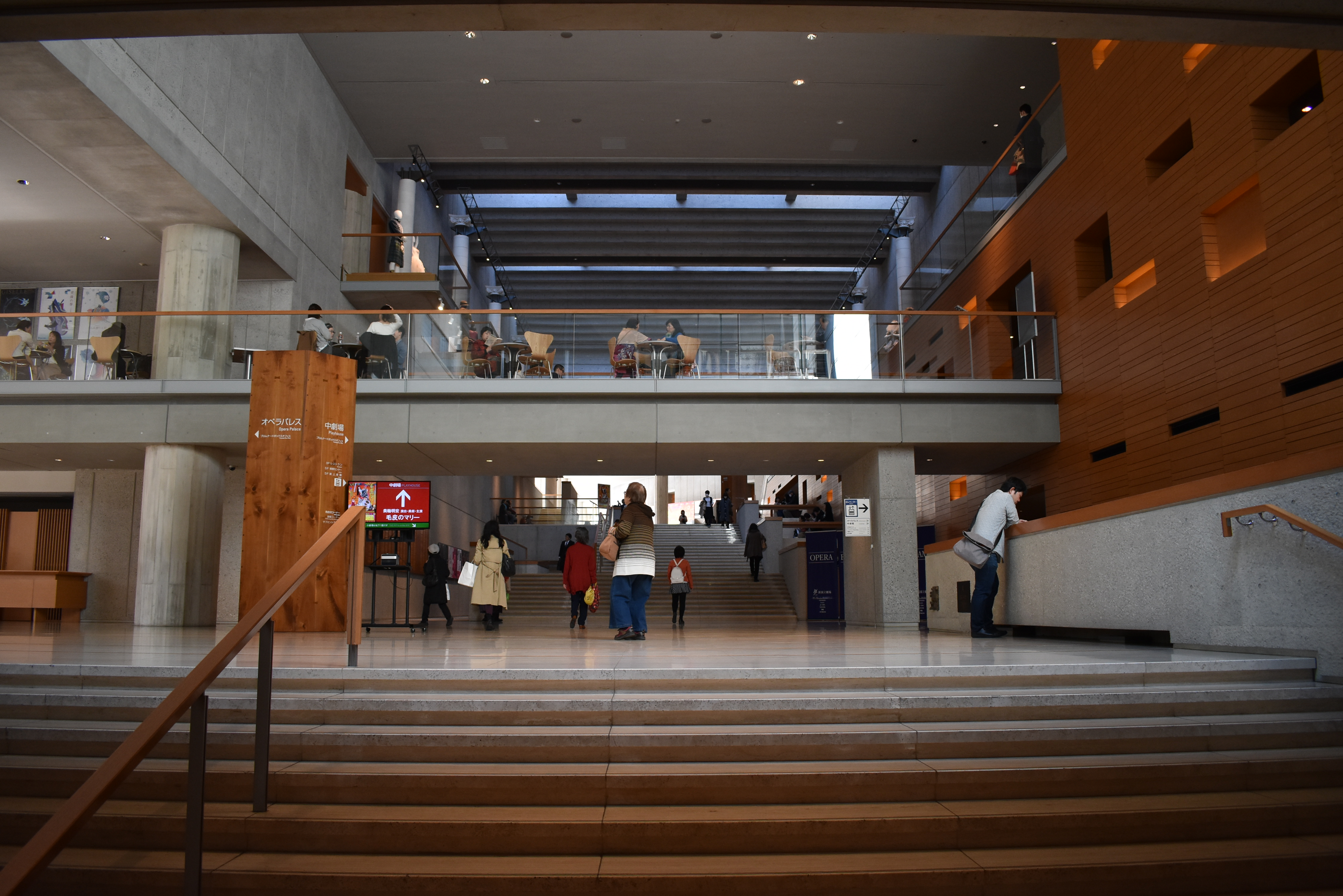
Entrée principale（2019）
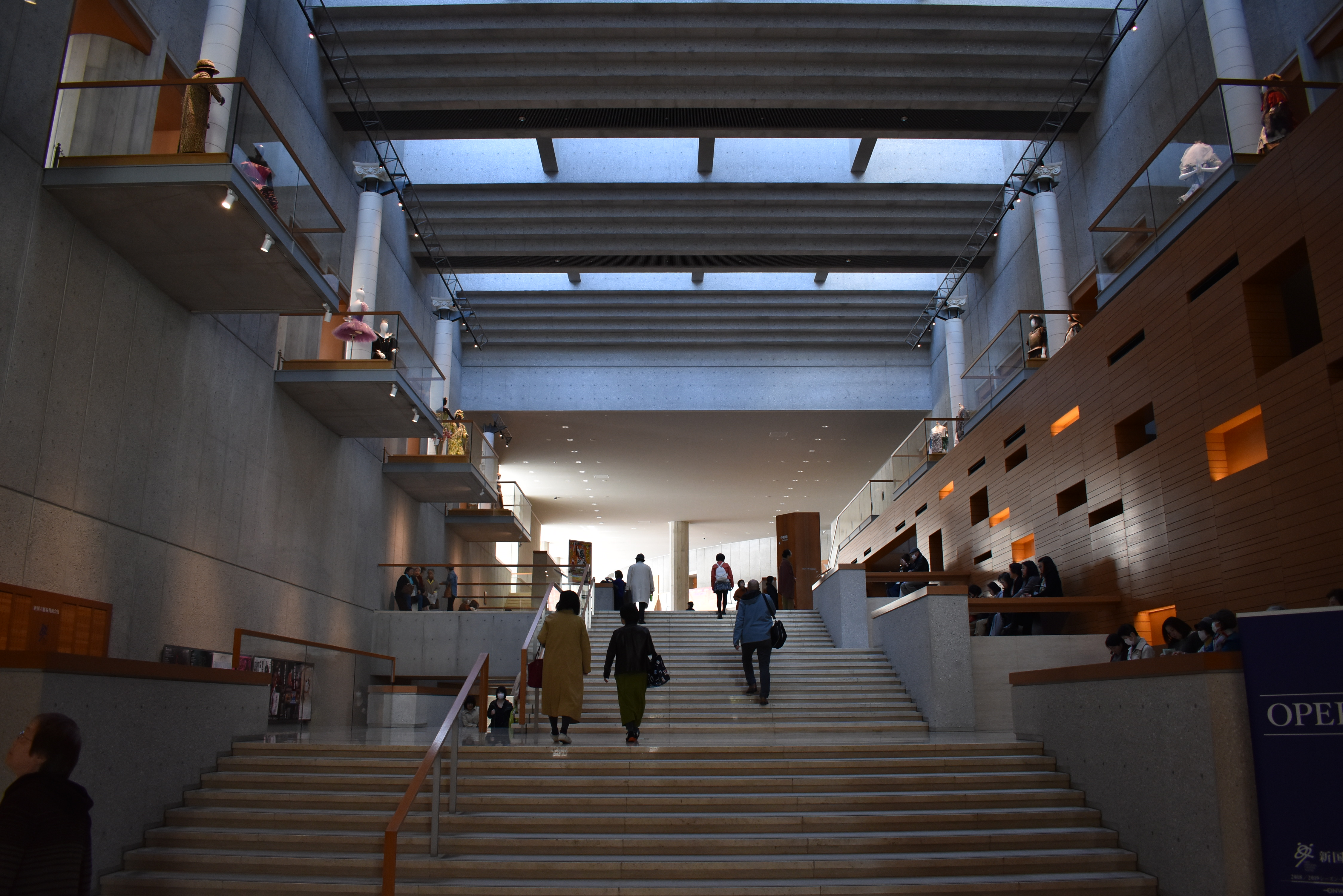
Foyer（2019）
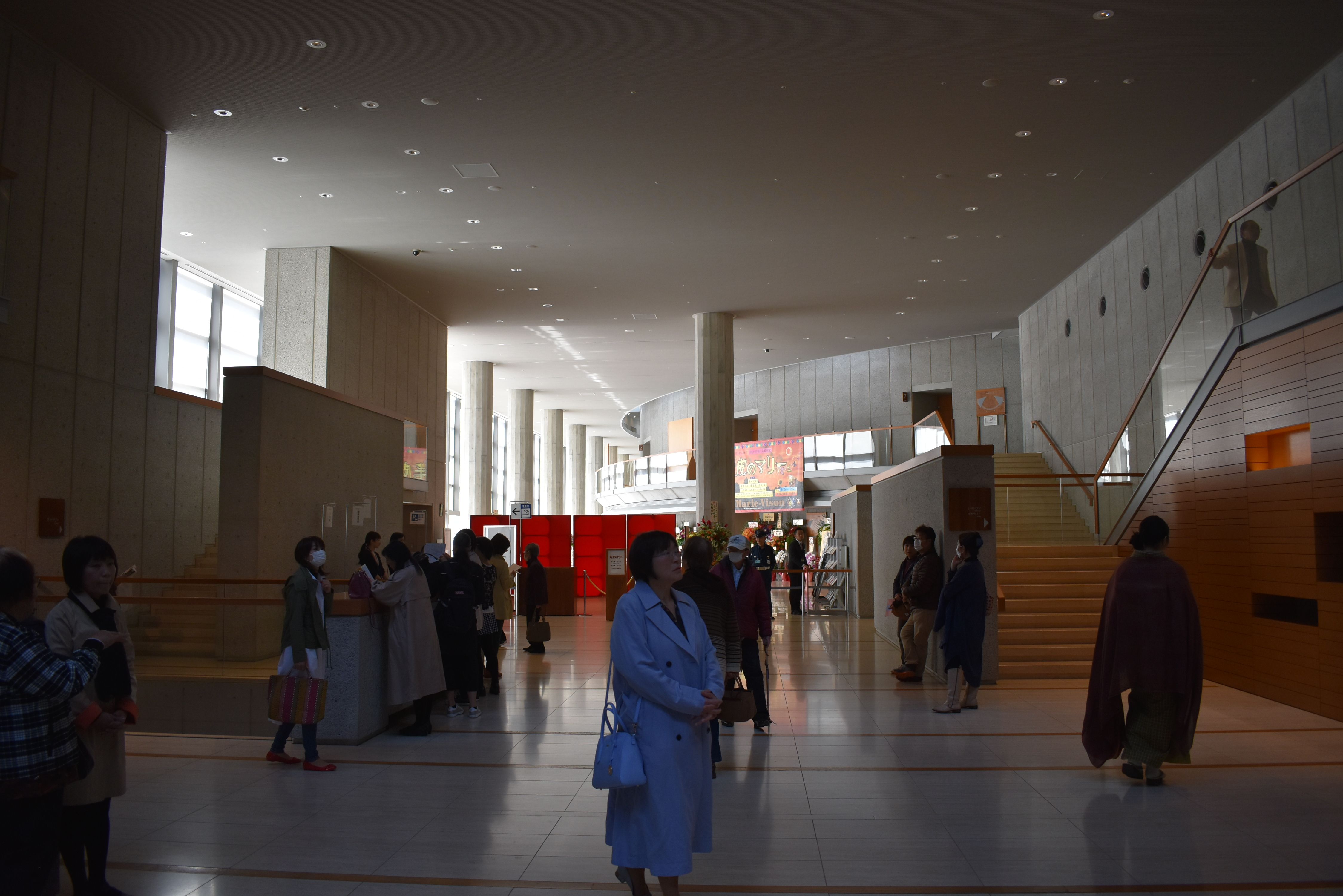
Foyer du théâtre intermédiaire（2019）

## Opéra du nouveau théâtre national (ONTN)
En 2005, le chef Hiroshi Wakasugi est nommé conseiller artistique du département opéra du nouveau théâtre national (aussi appelé « Opéra du nouveau théâtre national » ou « ONTN »). Ce poste précède sa nomination en tant que directeur artistique (c'est-à-dire directeur musical du nouveau théâtre national) à partir de septembre 2007. Cependant Wakasugi décède en juillet 2009 et Tadaaki Otaka est nommé « directeur artistique ès qualités » pour la saison 2009/2010.
Les productions de la compagnie sont généralement conservatrices et les principaux chanteurs sont souvent issus du cercle des plus grands chanteurs étrangers d'opéra d'Europe et d'ailleurs. Les chanteurs japonais de niveau mondial célèbres à l'étranger sont aussi souvent invités à chanter des rôles principaux. Pour présenter les œuvres japonaises dans le monde de l'opéra, l'ONTN a engagé la création de productions telles que Shuzenji monogatari, composé par Osamu Shimizu (juin 2009) et Rokumeikan de Ikebe Shinichiro (juin 2010).

## Ballet du nouveau théâtre national (BNTN)
L'actuel directeur artistique du ballet du nouveau théâtre national (autrement appelé « BNTN ») est Asami Maki précédemment à la tête de la troupe du ballet Maki Asami à Tokyo. Svetlana Zakharova et Denis Matvienko comptent parmi les artistes étrangers fréquemment invités. L'identité artistique de la compagnie est issue des traditions classiques des ballets russes, anglais et français. David Bintley (en), actuel directeur artistique du Birmingham Royal Ballet mènera la compagnie du BNTN comme codirecteur artistique avec Asami Maki à partir de 2010. Le BNTN a joué au Kennedy Center à Washington, D.C. (la Raymonda d'Asami Maki en février 2008) et donnera également la version d'Asami Maki de La Dame aux camélias en tant que compagnie invitée au théâtre Bolchoï en septembre 2009. Le BNTN s'efforce de devenir la meilleure compagnie de ballet de l'Asie ainsi qu'une compagnie internationalement reconnue (10 meilleures) dans les prochaines années.

## Controverse relative au choix du directeur artistique
À l'été 2008, les responsables du conseil théâtre nommés par le gouvernement décident de remplacer le directeur artistique Hitoshi Uyama par Keiko Miyata. La décision est annoncée lors d'une réunion du conseil d'administration le 30 juin prenant beaucoup de membres du conseil d'administration par surprise car aucune discussion préalable avant de remplacer le directeur n'a eu lieu. Lorsque l'un des membres du conseil d'administration, Ai Nagai, tente de contester la décision, ses questions sont ignorées par la présidence du conseil d'administration. Plus tard Nagai s'exprime publiquement sur la décision dans un communiqué signé par d'autres auteurs de premier plan du théâtre dont Hisashi Inoue, Yukio Ninagawa et Yoji Sakate mais le conseil d'administration ne répond pas à ces questions,.